# Sinopse dos principais atos administrativos da Câmara Municipal de Lisboa (1834)
Sinopse dos principais atos administrativos da Câmara Municipal de Lisboa do anno... foi a primeira publicação periódica lançada pela Câmara Municipal de Lisboa. O seu intuito era dar a conhecer, de forma resumida, a sua vida própria, através da publicação de documentos oficiais, relatórios, regulamentos, ofícios, mapas financeiros e informação estatística. Imprimiu-se e publicou-se entre 1835 e 1853, remetendo sempre o seu conteúdo para o ano anterior, o que significa que a informação publicada é na realidade de 1834 a 1852. O seguimento da Sinopse são os Anais Administrativos e Económicos no ano de 1855.